# Mai Ngọc
Nguyễn Mai Ngọc (sinh ngày 31 tháng 12 năm 1990) là một người dẫn chương trình và biên tập viên của Đài Truyền hình Việt Nam. Cô được biết đến với vai trò là người dẫn chương trình dự báo thời tiết và hiện là biên tập viên của bản tin Việt Nam hôm nay phát sóng trên kênh VTV1.

## Cuộc đời và sự nghiệp
— Mai Ngọc
Nguyễn Mai Ngọc sinh ngày 31 tháng 12 năm 1990 tại Hà Nội trong một gia đình làm kinh doanh. Khi còn là học sinh chuyên tiếng Trung tại Trường Trung học phổ thông chuyên Hà Nội – Amsterdam, Mai Ngọc đã có cơ hội cộng tác với các báo, tạp chí dành cho thanh thiếu niên trong vai trò người mẫu ảnh. Cô cũng tham gia nhiều cuộc thi cho giới trẻ và được xem là một hot girl cùng thời với những Ngọc Anh, Mi Vân, Tâm Tít, Vân Hugo hay Hoàng Thùy Linh.
Sau khi thi đỗ vào khoa Báo ảnh tại Học viện Báo chí và Tuyên truyền, Mai Ngọc dành thời gian tập trung cho việc học và gần như thoát ly khỏi vai trò người mẫu. Khi đang theo học đến năm thứ 4, cô bắt đầu xuất hiện trên sóng truyền hình thông qua việc làm MC cho một số chương trình làm đẹp của đài VTC, sau đó trở thành cộng tác viên dẫn chương trình của kênh VOV Giao thông. Tại đây, cô đã được gặp một biên tập viên đang làm việc tại Đài Truyền hình Việt Nam và được mời về dẫn thử một số bản tin thời tiết.
Năm 2013, Mai Ngọc chính thức đầu quân cho Đài Truyền hình Việt Nam và gây ấn tượng khi đưa tin trực tiếp trong cơn bão Haiyan từ Huế đến Hải Phòng; biệt danh "Cô gái thời tiết" cũng gắn liền với tên tuổi của cô kể từ đó. Đầu năm 2019, cô chuyển sang dẫn dắt chương trình thời sự mới của VTV1 Việt Nam hôm nay. Bên cạnh công việc tại đài truyền hình, Mai Ngọc còn tham gia vào việc kinh doanh với việc mở một chuỗi thương hiệu thời trang vào năm 2013 và cửa hàng bánh và cà phê vào năm 2014.

## Đời tư
Vào ngày 2 tháng 12 năm 2016, Mai Ngọc chính thức kết hôn với doanh nhân Lê Hoài Nam sau khoảng 10 năm hẹn hò. Ngày 1 tháng 4 năm 2024, cô thông báo kết thúc cuộc hôn nhân với chồng trên trang cá nhân của mình, và cho biết đã cân nhắc kỹ lưỡng trước khi đưa ra quyết đình này.
Ngày 31 tháng 12 năm 2024, Mai Ngọc thông báo công khai về việc kết hôn lần thứ 2, cùng với những hình ảnh đăng ký kết hôn vói người chồng mới.  Chồng mới của cô là Đặng Quốc Thắng, kém cô 2 tuổi, là  doanh nhân hoạt động trong lĩnh vực nhà hàng tại Bắc Giang. Hai người đã tổ chức hôn lễ vào ngày 27 tháng 12 tại một nhà hàng sang trọng ở Bắc Giang. Cô chính thức hạ  sinh con trai đầu lòng vào ngày 23 tháng 4 năm 2025.

## Giải thưởng và đề cử
| Năm  | GIải thưởng  | Hạng mục                  | Đề cử    | Kết quả   | Chú thích |
| ---- | ------------ | ------------------------- | -------- | --------- | --------- |
| 2016 | Vẻ đẹp VTV   | MC đẹp nhất VTV           | Bản thân | Đoạt giải | [ 17 ]    |
| 2019 | Ấn tượng VTV | Dẫn chương trình ấn tượng | Bản thân | Đề cử     | [ 18 ]    |
| 2020 | Ấn tượng VTV | Dẫn chương trình ấn tượng | Bản thân | Đề cử     | [ 19 ]    |